# AlloCiné
Az AlloCiné online filmadatbázis és információs weboldal, mely főleg a francia filmművészettel, annak újdonságival foglalkozik. A weboldalt az „IMDb francia megfelelőjének” tartják. 2011 szeptemberében több mint 10 millió felhasználóval rendelkezett.

## Története
A céget 1991-ben alapította Jean-David Blanc és Patrick Holzman. Kezdetben telefonos szolgálatának tervezték, ekként is indult. 2000-ben a Canal+ televíziócsatorna, 2002-ben pedig a Vivendi Universal vásárolta meg. 2007 és 2013 között a Tiger Global Management nevű, amerikai befektetésalap tulajdonolta. 2013 júliusa óta az AlloCiné a FIMALAC francia holdingtársaság tulajdonában van, a Webedia csoport része.

## Fordítás
- Ez a szócikk részben vagy egészben  az   AlloCiné című angol Wikipédia-szócikk ezen változatának fordításán alapul.  Az eredeti cikk szerkesztőit annak laptörténete sorolja fel. Ez a jelzés csupán a megfogalmazás eredetét és a szerzői jogokat jelzi, nem szolgál a cikkben szereplő információk forrásmegjelöléseként.